# Cúmulo Arches

El cúmulo Arches es el cúmulo más denso de estrellas conocido en la Vía Láctea descubierto en el año 1995, situado a unos 100 años luz de distancia del centro galáctico, en la constelación de Sagitario. Es de muy difícil su observación debido al polvo estelar de la región. El grupo está oculto en las bandas visuales y se observa sólo con rayos X, infrarrojos y bandas de radio.
Contiene unas 135 estrellas jóvenes y muy calientes que son muchas veces más grandes y masivas que nuestro sol. Estas estrellas viven sólo unos pocos millones de años antes de agotar su combustible de hidrógeno y convertirse en supernovas , debido a su extrema luminosidad.
El grupo también esta rodeado de gas caliente, producido en los choques de las colisiones entre los poderosos vientos estelares de alta velocidad que fluyen desde estas estrellas.
Se estima que este cúmulo estelar tiene alrededor de dos millones y medio de años.
. Aunque es más grande y más denso que el cercano cúmulo quíntuple ,parece ser un poco más joven. Solo las estrellas anteriores y más masivas que tipo espectral O5 han evolucionado fuera de la secuencia principal, mientras que el cúmulo quíntuple incluye una serie de supergigantes calientes, así como una supergigante roja y tres variables azules luminosas.
En la región se encuentra varias estrellas masivas, estrellas de neutrones y Sagitario A*, el agujero supermasivo ubicado en el centro de la galaxia, ya aclarado esto, es desconocido cómo a pesar de estas fuertes mareas el cúmulo se formó, ya que la fuerza gravitacional de Sagitario A desgarra a tirones las estrellas más cercanas.
La investigación de Donal Figer, astrónomo del Instituto Rochester de Tecnología, establece un tope de 150 masas solares para las estrellas en esta era del universo. Usando el telescopio espacial Hubble observó miles de estrellas del cúmulo Arches y no encontró estrellas que sobrepasaran ese límite, a pesar de que la probabilidad estadística señalaba que allí deberían encontrarse varias de ellas, sin embargo se encontraron estrellas con una masa tope de casi 110, como Arches F1,F6 Y F9.

## Estrellas principales
El cúmulo Arches es el más denso conocido en la Vía Láctea, junto con el cúmulo quíntuple, los miembros más prominentes del cúmulo son 12 estrellas Wolf-Rayet masivas y calientes ricas en hidrógeno, y al menos 4 hipergigantes de tipo espectral O.
Una de las estrellas del cúmulo, arches F2 es una binaria eclipsante con un componente Wolf-Rayet y otro tipo espectral O, otros estudios sugieren que más de una estrella en el cúmulo es una binaria, se puede apreciar que la mayoría de las estrellas del cúmulo tiene un espectro ubicado entre WN8-9h y O4-6 Ia+.
| Clase | Otras designaciones | Tipo espectral  | Masa (M☉) | Luminosidad | Temperatura (k) | Radio (R☉) |
| ----- | ------------------- | --------------- | --------- | ----------- | --------------- | ---------- |
| B1    | WR 102bc            | WN8-9h          | 50-60     | 891,000     | 31,700          | 32         |
| F1    | WR 102ad            | WN8-9h          | 101 - 119 | 2,000,000   | 33,200          | 43         |
| F2    | WR 102aa            | WN8-9h O5-6 Ia+ | 80 60     | 1,000,000   | 33,500          | ± 44 ± 35  |
| F3    | WR 102bb            | WN8-9h          | 52 - 63   | 1,260,000   | 29,600          | 43         |
| F4    | WR 102al            | WN7-8h          | 66 - 76   | 2,000,000   | 36,800          | 35         |
| F5    | WR 102ai            | WN9-8h          | 31 - 36   | 891,000     | 32,100          | 31         |
| F6    | WR 102ah            | WN9-8h          | 101 - 119 | 2,240,000   | 33,900          | 44         |
| F7    | WR 102aj            | WN9-8h          | 86 - 102  | 2,000,000   | 32,900          | 44         |
| F8    | WR 102ag            | WN9-8h          | 43 - 51   | 1,260,000   | 32,900          | 35         |
| F9    | WR 102ae            | WN9-8h          | 111 - 131 | 2,240,000   | 36,600          | 38         |
| F10   | WR 102ab            | O7-8 Ia+        | 55 - 69   | 891,000     | 32,200          | 24         |
| F12   | WR 102af            | WN7-8h          | 54 - 65   | 1,580,000   | 36,900          | 31         |
| F14   | WR 102ba            | WN8-9h          | 54 - 65   | 1,000,000   | 34,500          | 28         |
| F15   |                     | O6-7 Ia+        | 80 - 97   | 1,410,000   | 35,600          | 32         |
| F18   |                     | O4-5 Ia+        | 67 - 82   | 1,120,000   | 36,900          | 26         |

## Futuro
Al tener estrellas tan masivas y luminosas se espera que la mayoría de ellas exploten en supernovas después de agotar su combustible, debido a la fuerte fuerza de marea causada por objetos supermasivo de la región, es posible que el cúmulo termine por disiparse.